# Нова Косьцельниця
Нова Косьцельниця (пол. Nowa Kościelnica, нім. Neumünsterberg) — село в Польщі, у гміні Осташево Новодворського повіту Поморського воєводства.
Населення — 416 осіб (2011).
У 1975-1998 роках село належало до Ельблонзького воєводства.

## Демографія
Демографічна структура станом на 31 березня 2011 року:
|          | Загалом | Допрацездатний вік | Працездатний вік | Постпрацездатний вік |
| -------- | ------- | ------------------ | ---------------- | -------------------- |
| Чоловіки | 211     | 51                 | 144              | 16                   |
| Жінки    | 205     | 45                 | 124              | 36                   |
| Разом    | 416     | 96                 | 268              | 52                   |